# Пий XI
Пий XI (на латински: Pius PP. XI; на италиански: Pio XI) (31 май 1857 – 10 февруари 1939) е римски папа от 6 февруари 1922 г. и суверен на Ватикана от създаването на държавата (11 февруари 1929 г.) до смъртта си на 10 февруари 1939 г.

## Биография
Рожденото му име е Амброджио Рати (на италиански: Ambrogio Damiano Achille Ratti). Учи в Ломбардския колеж в Рим. Защитава троен докторат (философия, каноническо право и теология).
През 1888 г. става директор на Амброзианската библиотека в Милано – пост, който заема до 1912 г., когато е поканен в Рим, където оглавява Ватиканската библиотека през 1914 г. През 1918 г. е назначен за нунций в Полша и Прибалтика. През 1921 е провъзгласен за архиепископ на Милано, а впоследствие – и за кардинал.
Избран е за папа на 6 февруари 1922 г., след смъртта на Бенедикт XV.
По време на понтификата на Пий XI е създадена държавата Ватикан – на 11 февруари 1929 г. в резултат от подписването на Латеранските договори между италианската държава и Светия престол.
На 19 март 1930 г. папа Пий XI провъзгласява „кръстоносен поход“ срещу СССР.
Пий XI пише редица енциклики, сред които „Quas Primas“ (11 декември 1925), с която установява празника Христос Цар, „Quadragesimo Anno“ (15 май 1931) и др.
Запален алпинист, той изкачва редица върхове в Алпите – Матерхорн, Дюфур, Мон Блан.
Умира след инфаркт на 81-годишна възраст. Погребан е в базиликата „Свети Петър“.

## Галерия
- Ахиле Рати (в средата) около 1900 по време на планински преход в Алпите.
- Кардинал Ахиле Рати през 1921 г.
- Погребалната церемония на Пий XI.
- Гробът на Пий XI.

## За него
- Carlo Confalonieri, Pio XI visto da vicino, Edizioni San Paolo, Cinisello Balsamo 1993 (3ª ed.; 1ª ed. 1957).
- Pio XI e il suo tempo, a cura di F. Cajani, Atti del Convegno, 4 volumi, I Quaderni della Brianza, S.l. 2000, 2002, 2004, 2006.
- Yves Chiron, Pio XI. Il Papa dei patti Lateranensi e dell'opposizione ai totalitarismi, Edizioni San Paolo, Cinisello Balsamo, 2006.
- Emma Fattorini, Pio XI, Hitler e Mussolini. La solitudine di un papa, Einaudi, Torino, 2007.
- Umberto Dell'Orto, Pio XI un papa interessante, Edizioni San Paolo, Cinisello Balsamo, 2008.
- Vicente Cárcel Ortí, Pío XI entre la República y Franco, BAC, Madrid 2008.
- Alberto Guasco, Raffaella Perin, a cura di, Pius XI Keywords. International Conference Milan 2009, LIT, Münster, 2010.